# Trichexocentrus anterufus
Trichexocentrus anterufus är en skalbaggsart som beskrevs av Stefan von Breuning 1969. Trichexocentrus anterufus ingår i släktet Trichexocentrus och familjen långhorningar. Inga underarter finns listade i Catalogue of Life.